# نظریه مدل
نظریه مدل (به انگلیسی: Model Theory) در ریاضیات مطالعهٔ ساختارهای ریاضی از یک مرتبه بالاتر است.

## نظریه مدل چیست؟

در تعریف اولیه منظور از ساختار، یک ساختار جبری ست پس موضوع این نظریه به جبر مربوط می‌شود و از طرفی نگاه معناشناسی منطقی به ساختارها دارد که این نظریه را در دامنهٔ منطق ریاضی قرار می‌دهد.
اساتید مختلف چند تعریف از گستره و موضوع بحث این نظریه بیان می‌کنند:
- فرا ریاضیاتِ دستگاه‌های جبری [۱]
- جبر جهانی + منطق مرتبه اول = نظریه مدل [۲]
- میدان‌ها-  هندسه جبری = نظریه مدل (که البته این بیان به واقعیت کنونی این شاخهٔ مطالعاتی نزدیکتر است) [۳]

## قضایای اساسی
- قضیهٔ فشردگی: مجموعهٔ {\displaystyle \Gamma } از جمله‌ها در زبان {\displaystyle {\mathcal {L}}} مدل دارد اگر و فقط اگر هر زیر مجموعهٔ متناهی از آن مدل داشته باشد.
- قضیهٔ لوفِن‌هایم-اسکولِم: فرض کنید {\displaystyle \Gamma } مجموعه‌ای سازگار از جمله‌ها در زبان {\displaystyle {\mathcal {L}}} باشد و  {\displaystyle {\mathcal {L}}={\boldsymbol {\kappa }}} اگر {\displaystyle \Gamma } مدلی نامتناهی داشته باشد آنگاه برای هر عدد اصلی {\displaystyle {\boldsymbol {\kappa }}\leq {\boldsymbol {\lambda }}}، مدلی به اندازهٔ {\displaystyle {\boldsymbol {\lambda }}} دارد.